# Nikolaus Halsdorfer
Nikolaus Halsdorfer (* 18. Januar 1911 in Királykegye, deutsch Königsgnad, Königreich Ungarn, Österreich-Ungarn; † 12. November 1988 in Achern) war ein rumäniendeutscher Maler, Grafiker und Pädagoge.

## Leben

### Jugend und Studium
Nikolaus Halsdorfer wurde als Sohn von Wilhelm Halsdorfer und dessen Frau Barbara, geborene Wandratschek in dem Ort Königsgnad geboren, der heute zu Rumänien gehört.
Er besuchte die Volksschulen in Königsgnad und Moritzfeld und von 1923 bis 1925 die Mittelschule in Detta. Gymnasiast war er von 1925 bis 1931 im Realgymnasium in Timișoara. Es folgten sein Hochschulstudium an den Kunstakademien in Klausenburg, Timișoara und Bukarest und ein pädagogisches Seminar und die Staatsprüfung an der Universität von Bukarest.

### Laufbahn
Von 1936 bis 1944 war Nikolaus Halsdorfer Kunsterzieher an der deutschsprachigen Bildungseinrichtung Banatia. Diese Tätigkeit wurde allerdings von seinem Fronteinsatz in Stalingrad unterbrochen. Während der beginnenden Besetzung Rumäniens durch die sowjetischen Truppen im Herbst 1944 flüchtete er nach Deutschland. 1944 bis 1947 lebte er in einigen Flüchtlingslagern, bis er Zeichner bei der Französischen Armee in Rastatt wurde. Ab 1954 war er als Studien- und später als Oberstudienrat für Kunsterziehung an der Heimschule Lender in Sasbach tätig, bis er 1974 pensioniert wurde.

## Werke, Stil und Ausstellungen
Nikolaus Halsdorfer hat sich mit seinen Werken besonders der Modernen Kunst zugewandt. Viele seiner Werke zeigen zum Teil kubistische Formen. Mit einigen seiner Gemälde verarbeitete er die Flucht der Banater Schwaben vor den sowjetischen Truppen nach Deutschland.
Besonders in Baden-Württemberg fanden einige Ausstellungen seiner Werke statt.